# Óblast de la Región Septentrional (1918-1920)
El  Óblast de la Región Septentrional (en ruso: Severnaïa oblast) fue una efímera entidad administrativa creada en abril de 1918 por los Blancos, durante la guerra civil rusa. Estuvo gobernado por la Administración Suprema de la Región Septentrional del 2 de agosto de 1918 al 28 de septiembre de 1918  y por el Gobierno Provisional de la Región Septentrional del 7 de octubre de 1918 al 2 de febrero de 1920. En febrero de 1920, con la entrada del Ejército rojo a  la ciudad de Arcángel se pone fin a este oblast antibolchevique.

## Historia

### 1918
- El 30 de julio, un escuadrón de 17 banderines con 1.500 soldados a bordo partió de Murmansk hacia Arcángel.[1]  Al día siguiente, el 1 de agosto, la escuadra llegó al oblast, donde tuvo lugar una batalla. En la noche del 2 de agosto, un grupo de miembros clandestinos de la Unión Por la Regeneración de Rusia liderados por Chaikovski con la asistencia de los oficiales blancos de Chaplin, habiendo estos recibido la confirmación del paso de los barcos aliados en la desembocadura de Dvina Septenctrional, planeraron el un Levantamiento antibolchevique en Arcángel. Los rebeldes tenían a su disposición entre 500-600 soldados, así como destacamentos reclutados en los pueblos vecinos por los socialrevolucionarios;[2] el desembarco aliado fue de 1.500 soldados; los bolcheviques tenían 3.000 soldados a su disposición, lo que excedía el número de intervencionistas y rebeldes combinados,[3] sin embargo, debido a los rumores sobre el próximo desembarco de 9.000 cuerpos aerotransportados, las autoridades soviéticas comenzaron los preparativos para una evacuación de emergencia de Arcángel. Aprovechando esto, los rebeldes capturaron el centro de la ciudad y los suburbios de Isakagorka y Bakaritsa. Destacamentos separados del Ejército Rojo se pasaron al lado de los rebeldes.[4][5]  Los trabajadores de la imprenta se negaron rotundamente a imprimir el último número de "Arkhangelskaya Pravda" con el llamado del Comité del Partido Comunista a resistir al enemigo y exigieron el pago de salarios atrasados y el pago de salarios con 2 semanas de anticipación. Los marineros de la región de Solombala equiparon un barco a vapor para la persecución de los barcos que partían río arriba con los líderes de las instituciones bolcheviques . Al mismo tiempo, la mayoría de los marineros de la flotilla permanecieron pasivos y, en palabras de los bolcheviques, "se apresuraron a escapar". Trabajadores ferroviarios de la Estación Isakogorka organizaron un destacamento dirigido por el menchevique Loshmanov y comenzaron a atrapar a los líderes bolcheviques ocultos. Representantes de los comités del distrito de Arcángel, organizados por el presidente del Tribunal del Distrito de Arjánguelsk Gorodetsky, comenzaron con las detenciones de representantes del gobierno soviético. Habiendo recibido armas y municiones, la gente del pueblo apoyó a los rebeldes blancos.[6] Como resultado, cuando en la tarde del 2 de agosto el desembarco aliado llegó a Arcángel, la ciudad ya estaba en manos de los rebeldes. El poder en la ciudad fue tomado por los militares, encabezados por el  Militar Bers y el comandante del regimiento de caballos de montaña de la " división nativa " Belomorsky. El mismo día, se formó en la ciudad la Administración Suprema de la Región Septentrional[7] encabezada por Chaikovski. El Ejército de la Región Septentrional comenzó a formarse bajo el mando de Chaplin. Después de la captura de Arcángel, el departamento de contrainteligencia de las fuerzas aliadas y el servicio de registro militar de la Región Septentrional continuaron arrestando a los líderes y empleados de las instituciones soviéticas, miembros de los comités. de los pobres, comandantes y soldados del Ejército Rojo.[7]
- Agosto: se forma en Arcángel la Administración Suprema de la Región Septentrional, compuesta por seis socialrevolucionarios y dos cadetes, presidida por el socialista Chaikovski (casi todos los miembros del gobierno fueron en el pasado diputados de la Asamblea Constituyente) publicaron en agosto en una serie de llamamientos a la población un peculiar programa de sus acciones. En particular, se planeó "la organización del gobierno local en la región Septentrional..., la restauración de las libertades pisoteadas y los órganos democraticos de la Asamblea Constituyente, Zemstvos y dumas en las ciudades..., la eliminación del hambre entre los población." Todas las categorías de tierra, incluidas las privadas y monásticas, fueron transferidas a la administración zemstvo. Según vSablin, las leyes de tierras adoptadas por el gobierno de la Región Septentrional eran “una especie de simbiosis de los programas agrarios de los demócratas constitucionalistas y socialistas revolucionarios” y, sujetos a su implementación, “tenían como objetivo plantar una economía campesina fuerte, basado en el uso de la mano de obra del dueño del terreno y de los miembros de su familia para el cultivo de la tierra, libre de la tutela de la comunidad.
- En septiembre: un golpe militar, reprimido por la milicia campesina SR y los intervencionistas británicos. El 5 y 6 de septiembre, un grupo de oficiales de mentalidad monárquica (entre los que se encontraban antiguos kornilovistas) bajo el mando del capitán Chaplin y el cadete N. PERO. Startseva arrestó a casi todos los ministros socialistas de la  y los envió al Monasterio Solovetsky. Chaplin defendió una dictadura militar en la región, habló de manera crítica a la Asamblea Constituyente diciendo que fue elegida durante el período de los disturbios bajo la presión evidente de los bolcheviques, y cuyos miembros huyeron al primer grito de los marineros bolchevique". " Sin embargo, la intervención de los aliados, así como una huelga política general en Arcángel, impidieron los planes de los rebeldes. Chaplin se vio obligado a dimitir.
- 7 de octubre: se formó un nuevo Gobierno Provisional de la Región Septentrional (VPSO) en Arcángel. No hubo un solo socialrevolucionario en su composición, predominaron los kadetes. El primer ministro Chaikovski.

Representantes de la Entente que estuvieron en contacto directo con el Oblast de la Region Septentrional
1. General Frederick Poole (Misión militar británica Murmansk y Arcángel)
2. Coronel Cudbert Thornhill , representante británico.
3. Joseph Noulens  (Francia)
4. Comte Jean de Lubersac, representante francés en Control Militar.
5. Representante de Italia: Marqués de la Torette Príncipe Borghese.
6. Cónsul belga Michel Nicaise (salió de Arcángel en enero de 1920)
7. Cónsul holandés Jakubus Smith (arrestado por los rojos en marzo de 1920)
8. Miroslav Spolajković cónsul del Reino de los serbios, croatas y eslovenos

### 1919
- El 21 de marzo, el Ejército de la Región Septentrional de Miller se unió al Ejército de Siberiano en las regiónes de Kotlas - Vyatka durante la ofensiva de primavera del Frente Oriental. Sin embargo, la comunicación con la capital siberiana en Omsk fue difícil.
- 30 de abril - El gobierno de la Región Septentrional reconoce el poder de Líder Supremo de Kolchak.
- Después de una serie de rebeliones pro-bolcheviques en el Ejército de la Región Septentrional, Gran Bretaña redujo su asistencia al gobierno de la Región Septentrional por su ineficacia, y en agosto de 1919 las tropas británicas fueron evacuadas.
- El 19 de octubre, Kolchak abolió el gobierno provisional de la Región Septentrional y nombró a Miller como jefe de la región con poderes dictatoriales.

### 1920 Disolución
- Como consecuencia de la ofensiva del Ejército Rojo el gobierno de Miller fue evacuado a noruega para ir a Francia. El 20 de febrero, el Ejército Rojo entró en Arcángel . Los restos del Ejército Blanco fueron evacuados por mar a Noruega. Nikolaï Tchaïkovski se exilia a París con su familia. Muere en Londres en el distrito londinense de Harrow en 1926.

## Fuerzas Armadas

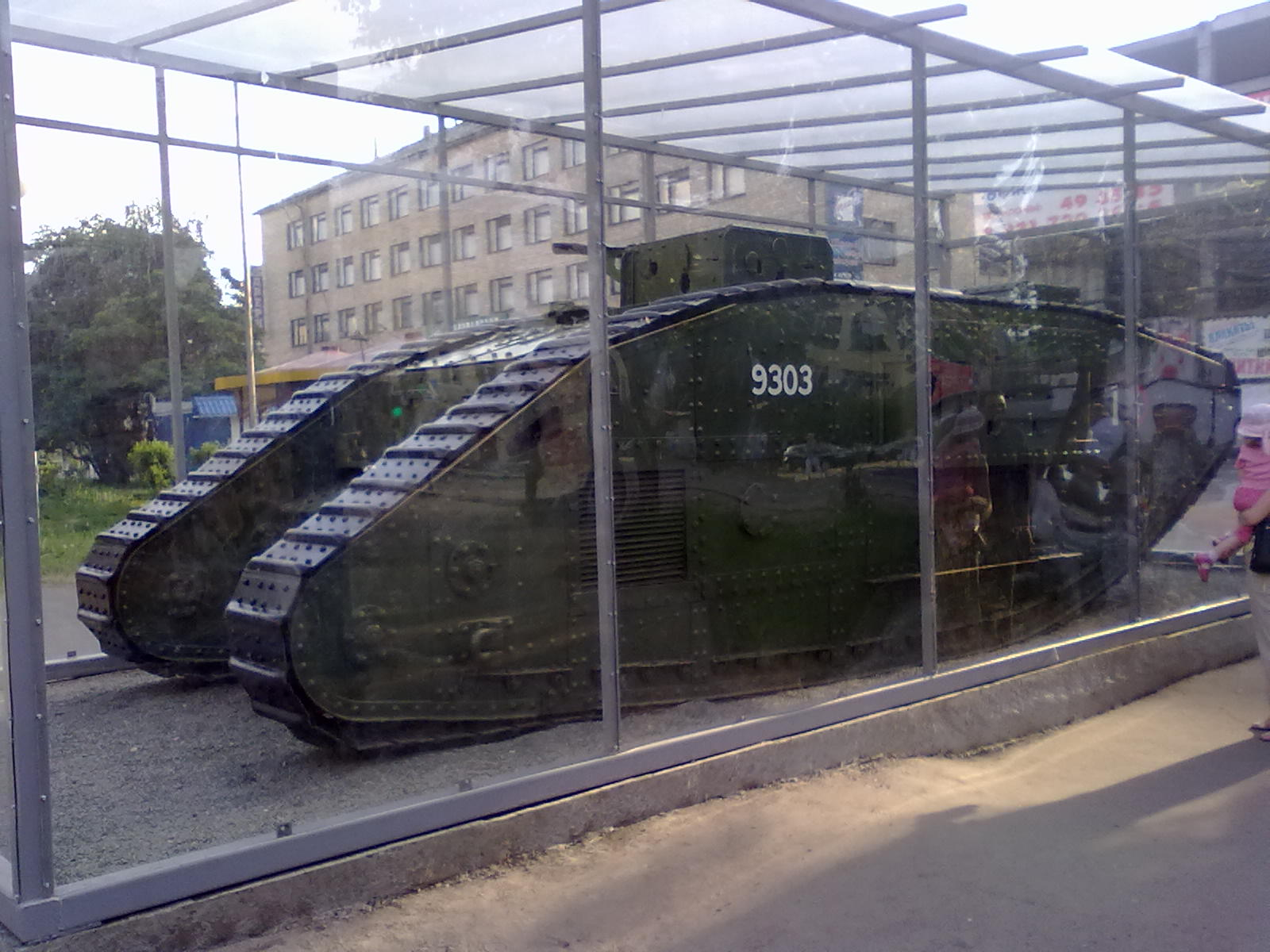
Tanque Mark V, una maqueta del tanque utilizado por las fuerzas armadas de la Región Septentrional

- El ejército de la región Septentrional constaba de 20 mil soldados y oficiales, también en la región había 5000 estadounidenses, 560 británicos, 1300 italianos, 4500 franceses, 1500 militares serbios. En política exterior, fue guiada por Gran Bretaña . Después del anuncio de la campaña de movilización a la Región Septentrional, comenzó lentamente el aumento en el número del Ejército de Voluntarios. El mando sobre el ejército en noviembre fue tomado por el mayor general V.V. Marushevsky. A fines de 1918, había 7441 personas en el ejército, de las cuales se movilizaron alrededor de 4 mil. En febrero de 1919, el número total de tropas rusas en el frente norte era de 9775 personas
- El mando de las fuerzas soviéticas en estuvo dirigida inicialmente a M.S. Kedrov . En septiembre de 1918, el VI Ejército Rojo contaba en sus filas con 9879 bayonetas y sables con 178 ametralladoras y 56 cañones de varios calibres. Para el 1 de enero de 1919, sus fuerzas casi se habían triplicado, ascendiendo a 32.955 combatientes y comandantes, 323 ametralladoras y 98 cañones.

## Simbolismo
En 1918, el escudo de armas pequeño del Imperio Ruso se representa en el dinero de la Región Septentrional. Desde 1919, se representó en el dinero de la Región Septentrional un águila bicéfala “desplumada”  sin coronas, cetro y orbe.

## Dinero

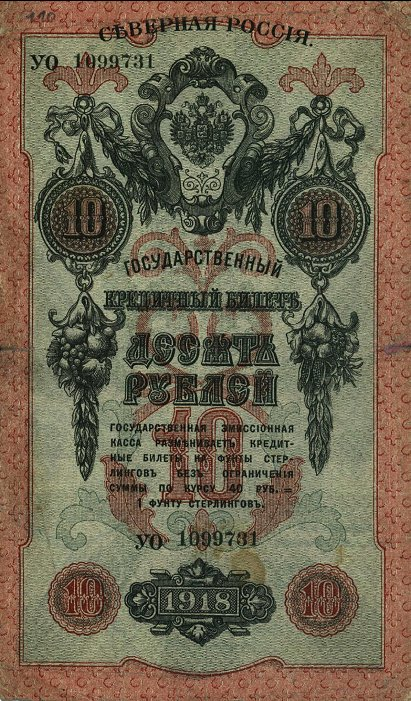
10 Rublos
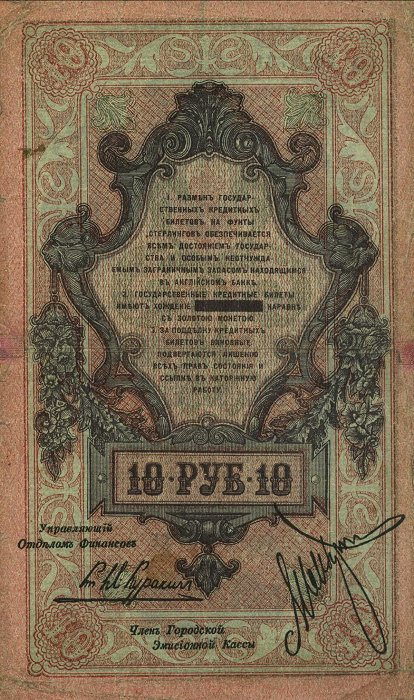
Rublo de Cambio
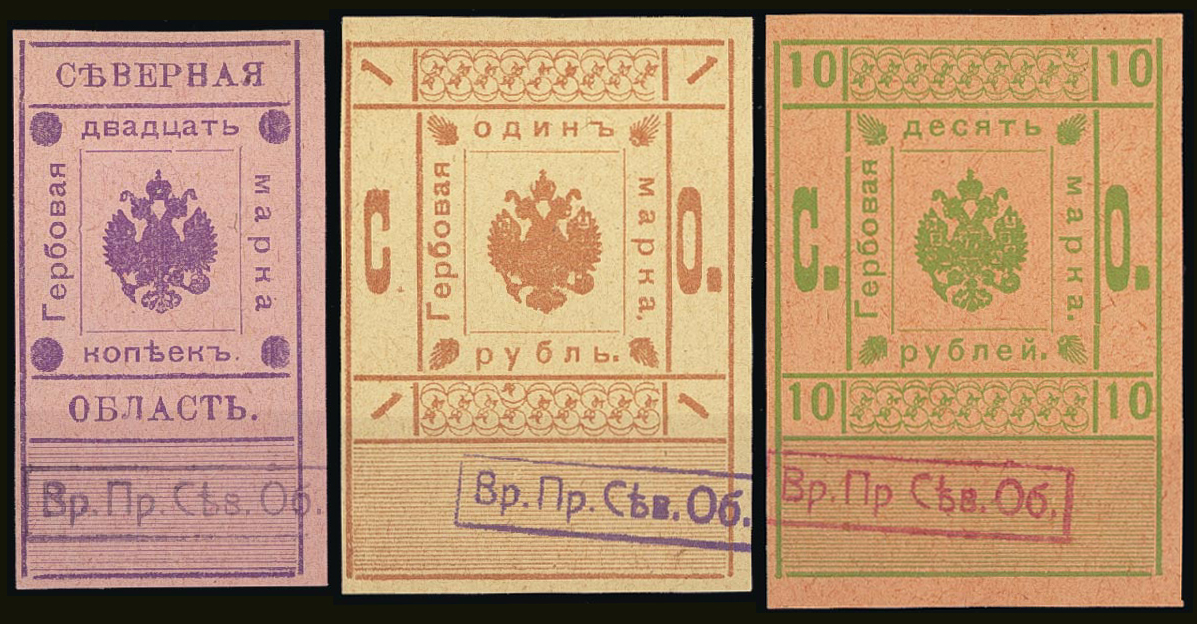
Sellos del Oblast Septentrional
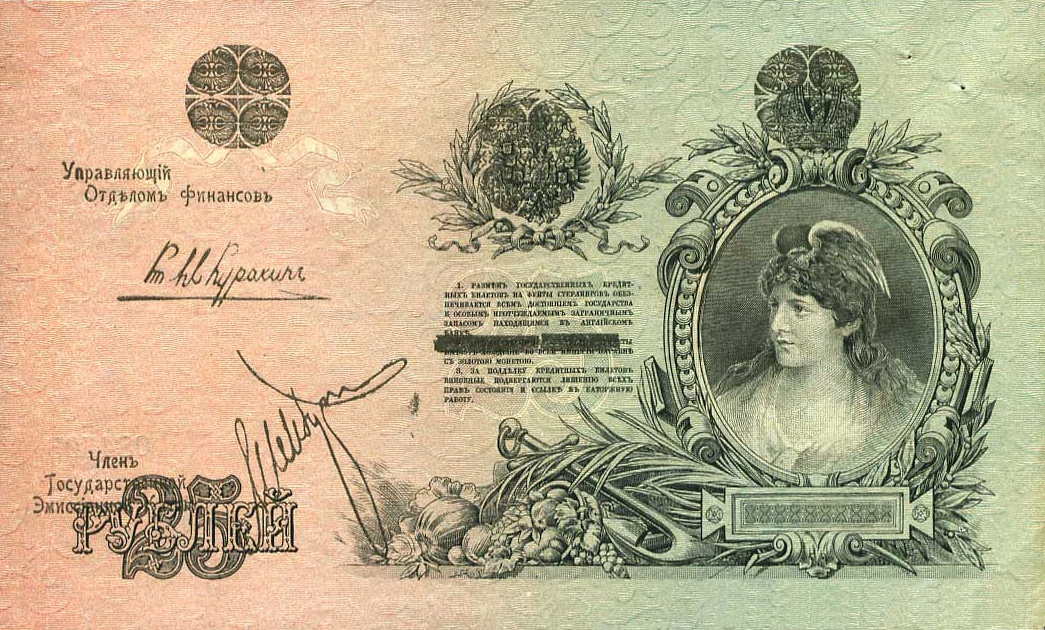
25 Rublos
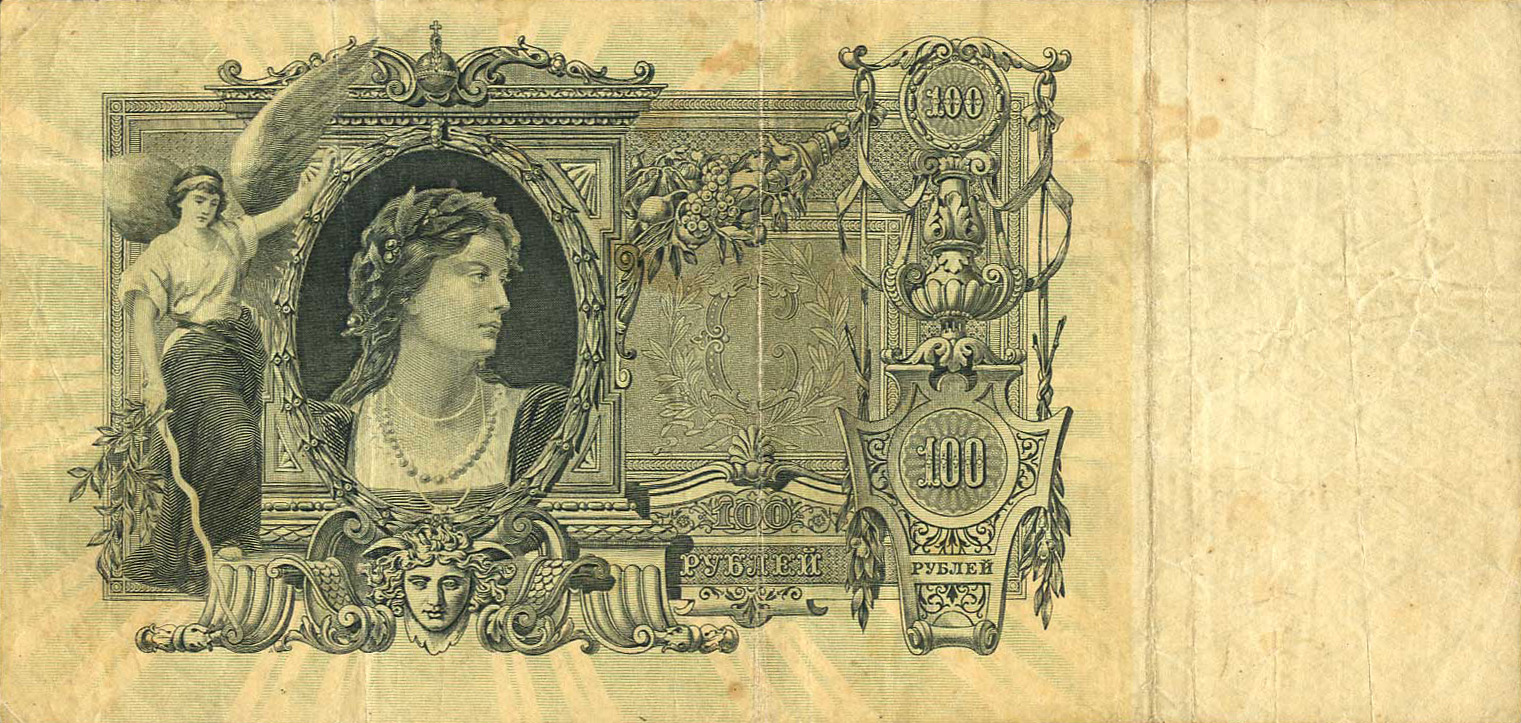
10 Rublos
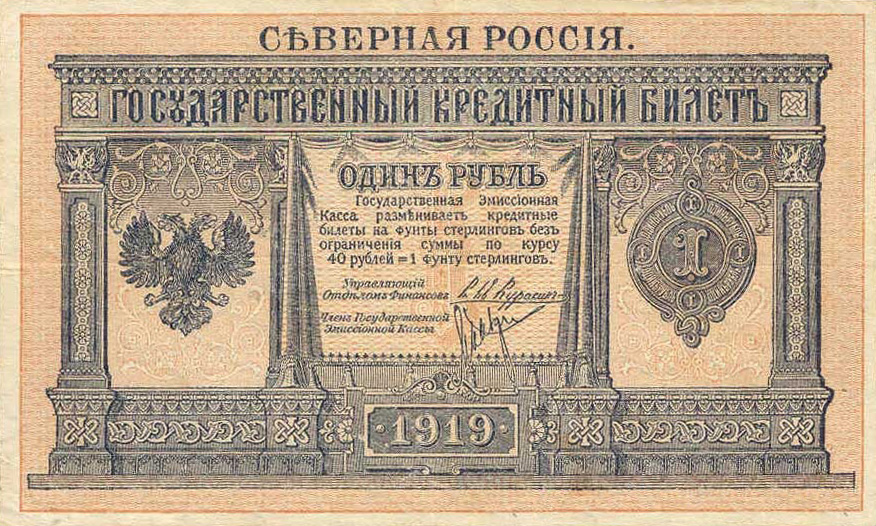
1 Rublo
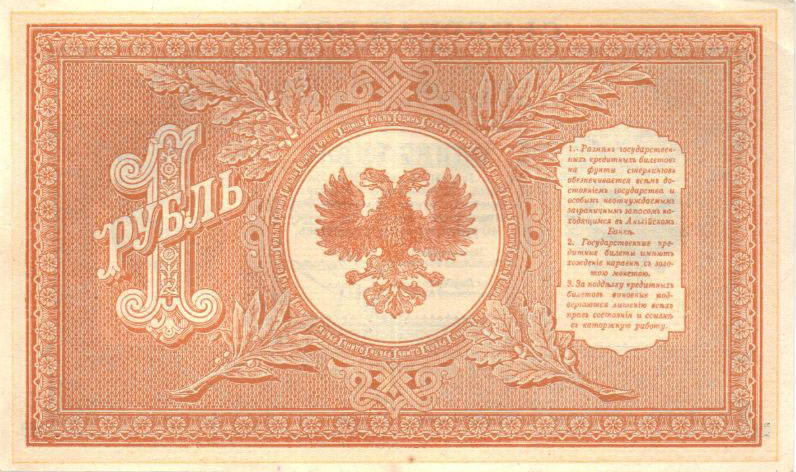
1 Rublo Reverso